# Hypericum minutiflorum
Hypericum minutiflorum är en johannesörtsväxtart som beskrevs av Peter B. Heenan. Hypericum minutiflorum ingår i släktet johannesörter, och familjen johannesörtsväxter. Inga underarter finns listade i Catalogue of Life.